# بادينغتون (فلم)
بادينغتون (بالإنجليزية: Paddington) هوَ فيلم كوميدي بريطاني من إخراج وكتابة باول كينغ، يرصد الفيلم المغامرات الكوميدية لدبٍ صغيرٍ مليئة بالشغف أثناء رحلته للندن من أجل البحث عن وطنٍ له. يجد الدب نفسه وحيدًا وتائهًا في محطة بادينغتون، ليكتشف أن الحياة في المدينة ليست كما توقعها. تتغير الأمور بشكلٍ ما عندما يقابل عائلة براون الطيبة والعطوفة، وفور قراءة العائلة الرسالة حول عنق الدب التي تقول «الرجاء الاعتناء بهذا الدب وشكرًا»، يقدمون له مأوىً مؤقتًا. تبدأ الأمور في التحسن بشكلٍ ما ويبتسم الحظ إلى أن تقع عينه على محنطة للحيوانات في أحد المتاحف. وهوَ مبنيٌّ على قِصّة الدب بادينغتون من تأليف مايكل بوند. وقد جَمع الفيلم بينَ التمثيلِ الحقيقيّ والمُحرّك حاسوبيّاً حيثُ أدّى صوتَ الدب بادينغتون المُمثل بن ويشا بينما قام كُلٌّ من سالي هوكينز وهيو بونيفل وجولي والترز وجيم برودبنت وبيتر كابلدي ونيكول كيدمان بدور البطولَة بتمثيلٍ حقيقي. وصَدَر في بريطانيا 28 نوفمبر 2014.
تلقّى الفيلم إشادَة عالميّة من النُقّاد وحازَ على إعجابِهم، ولأجلِ هذا هُناك مُحادَثات بصُنعِ جُزءٍ ثانٍ للفيلم الذي أُعُتبِرَ من أنجَحِ الأفلام العائِليّة.
وفي عام 2024 تم إصدار الفيلم الثالث بادينغتون في البيرو.

## القصة
في الأدغال العميقة في بيرو، يكتشف مستكشف بريطاني نوعًا غير معروف من الدببة. ويعلم أن الدببة ذكية وقادرة على التحدث مع البشر ولديها شغف عميق بـالمربى. ويطلق عليهما المستكشف اسم لوسي وباستوزو ويعطيهما قبعته عندما يغادر، ويخبرهما أنهما مرحب بهما دائمًا في لندن. وبعد أربعين عامًا، وبعد مقتل باستوزو بسبب زلزال، تشجع لوسي ابن أخيهما اليتيم على السفر إلى لندن بينما تنتقل إلى دار الدببة المتقاعدة.
يصل الدب الصغير إلى لندن بعد التسلل على متن سفينة شحن ويصل إلى محطة بادينغتون. ويقابل عائلة براون، التي تأخذه إلى المنزل وتسميه على اسم المحطة التي وجدته فيها. لا يصدق هنري براون، الأب، قصة بادينغتون ولا يريد مساعدته في البداية. زوجته ماري وطفليهما، وابنهما المغامر جوناثان وابنتهما المتعددة اللغات جودي التي تتجنب بادينغتون في البداية، ومدبرة منزلهما الغريبة الأطوار السيدة بيرد، يجدون بادينغتون محببًا.
يعتقد بادينغتون أنه يستطيع العثور على منزل مع المستكشف الذي التقى لوسي وباستوزو، لكنه لا يعرف اسمه. تأخذ ماري بادينغتون إلى صموئيل جروبر، صاحب متجر التحف، الذي يكتشف أن القبعة تحمل ختم نقابة الجغرافيين. بعد أن تم رفض دخولهما في البداية إلى أرشيف النقابة، يتسلل بادينغتون مع السيد براون لمساعدته من خلال ارتداء زي عاملة نظافة لتشتيت انتباه الحارس. يعلم بادينغتون من أرشيف النقابة أن رحلة استكشافية إلى بيرو قام بها مستكشف يُدعى مونتغمري كلايد، لكن النقابة محت سجلها الخاص بذلك.
في هذه الأثناء، تقوم خبيرة التحنيط ميليسنت كلايد بحشو الحيوانات الغريبة لإيوائها في متحف التاريخ الطبيعي في لندن. وعندما علمت بوجود بادينغتون، انطلقت لمطاردته. وبالتخطيط مع جار عائلة براون الفضولي الوحيد السيد كاري، الذي وقع في حبها على الفور، تسللت ميليسنت إلى الداخل بينما كان أفراد عائلة براون بالخارج وحاولت القبض على بادينغتون. وبينما كان يدافع عن نفسه، أشعل حريقًا عن غير قصد في هذه العملية. حاول بادينغتون إخبار عائلة براون بالحقيقة، ولكن نظرًا لأنه لم ير من فعل ذلك حيث كانت ميليسنت ترتدي قناع غاز، لم يصدقه أحد.
ومن شدة الخجل، غادر بادينغتون سراً في وقت لاحق من تلك الليلة وحاول تعقب مونتجومري كلايد بنفسه، مستخدمًا دليل الهاتف للعثور على عناوين كل "م. كلايد" في لندن. يجد منزل ميليسنت ويعلم أن مونتجومري هو والد ميليسنت الراحل. تستاء ميليسنت من والدها لفقدانه عضويته في النقابة بعد رفضه إحضار عينة من الدب البيروفي إلى المنزل، مما أدى إلى إجبارها على العمل في حديقة الحيوانات الأليفة الخاصة به. تتظاهر بأنها لطيفة ومرحبة ببادينغتون ولكن في المتحف بعد أن علم برغبتها في تحنيطه، حاول الهروب. تهدئه ميليسنت وتستعد لتحنيطه. يكتشف السيد كاري نواياها الحقيقية ويحذر عائلة براون، الذين كانوا يحاولون البحث عنه منذ رحيله. تحاصرهم ميليسنت ببندقيتها. يرمي بادينغتون شطيرة المربى عليها، مما يتسبب في حصارها من قبل الحمام قبل أن تدفعها السيدة بيرد عن طريق الخطأ عن طريق فتح باب مصيدة إلى السطح، مما يتركها معلقة.
في أعقاب ذلك، يسمح آل براون لبادينغتون بالبقاء في منزلهم بشكل دائم. تم القبض على ميليسنت وحُكم عليها بأداء خدمة مجتمعية في حديقة الحيوانات الأليفة التي يملكها والدها. كتب بادينغتون إلى العمة لوسي، قائلًا إنه سعيد وقد وجد منزلًا أخيرًا.

## طاقم العَمل
- بن ويشا بدور بادينغتون.
- سالي هوكينز بدور ماري براون.
- هيو بونيفل بدور هنري براون.
- مادلين هاريس بدور جودي براون.
- ساموئيل جوسلين بدور جوناثان براون.
- جولي والترز بدور السيدة بيرد.
- نيكول كيدمان بدور ميلسينت كلايدي.
- جيم برودبنت بدور سام غروبر.
- بيتر كابلدي بدور السيد كوري.
- إميلدا ستوملتون بدور العمّة لوسي.
- مايكل جامبون بدور العم باستوزو.

## روابط خارجية
- مقالات تستعمل روابط فنية بلا صلة مع ويكي بيانات